# Linha 2 (Metro de São Petersburgo)

Moskovsko-Petrogradskaia linha

 A Moskovsko-Petrogradskaia linha (em russo:  Моско́вско-Петрогра́дская ли́ния), também conhecida como linha 2, é uma das cinco (2011) linhas do metro de São Petersburgo, na Rússia. Foi inaugurada em 1960 e circula entre as estações de Parnas e Cúptchino. Tem ao todo 18 estações.